# Piper Stege Nelson
Piper Stege Nelson (EUA) és una activista pels drets de les dones.
Va treballar amb la iniciativa Let Girls Learn promoguda per Michelle Obama. També ha participat en el comitè d'acció política Annie's List que fomenta la participació de les dones a la política. També ha editat The Texas Observer i ha treballat per a l'Institut Nacional Democràtic i l'Agència de Protecció de Medi Ambient dels EUA. El 2021 era la responsable d'estratègies públiques de The Safe Alliance que treballa contra els abusos infantils, les agressions sexuals, la violència domèstica i el tràfic sexual.
El 2021 la BBC la va incloure entre les 100 dones més inspiradores.